# Every Bad
Every Bad è il secondo album in studio del gruppo indie rock britannico Porridge Radio. È stato pubblicato il 13 marzo 2020 per l'etichetta discografica Secretly Canadian. L'album è stato nominato per il Mercury Prize 2020.

## Accoglienza critica
Every Bad ha ricevuto recensioni di plauso universale da parte della critica. Su Metacritic, che assegna una valutazione media ponderata su 100 alle recensioni delle pubblicazioni tradizionali, questa pubblicazione ha ricevuto un punteggio medio di 86, sulla base di 15 recensioni.

## Tracce
1. Born Confused – 3:02
2. Sweet – 3:42
3. Don't Ask Me Twice – 3:21
4. Long – 4:50
5. Nephews – 4:21
6. Pop Song – 5:02
7. Give/Take – 3:53
8. Lilac – 5:27
9. Circling – 3:20
10. (Something) – 1:58
11. Homecoming Song – 2:43